# 上甑町瀬上
上甑町瀬上（かみこしきちょうせがみ）は、鹿児島県薩摩川内市の大字。旧薩摩国甑島郡甑島郷瀬上村、甑島郡上甑村大字瀬上、薩摩郡上甑村大字瀬上。郵便番号は896-1205。人口は119人、世帯数は70世帯（2020年10月1日現在）。「上甑村郷土誌」によると1977年（昭和52年）時点での面積は2.92平方キロメートルである。
甑島列島に属する上甑島の北部に位置しており、字域の北部には潟湖であるなまこ池がある。

## 地理

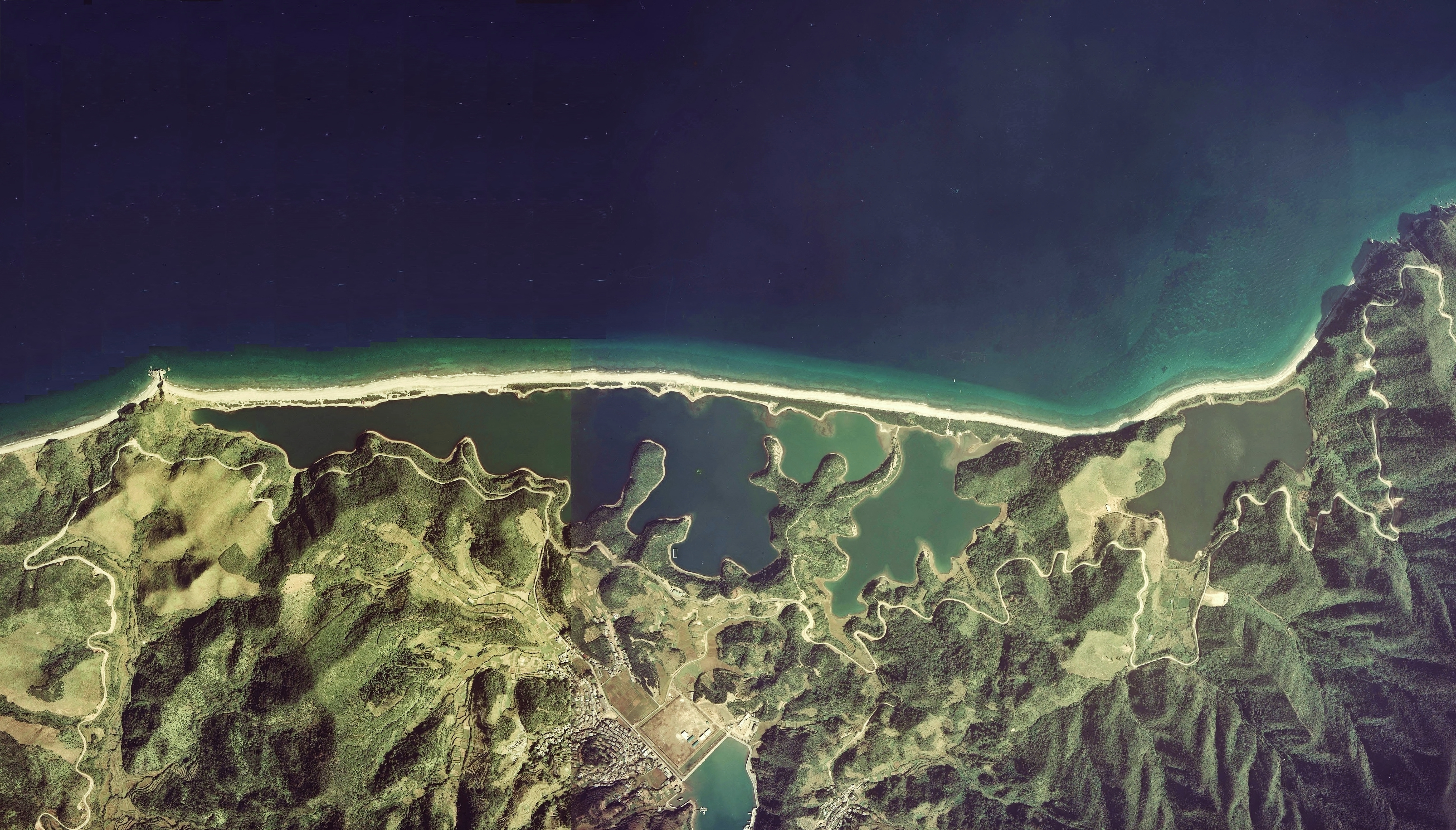
なまこ池の空中写真
（1977年撮影の2枚を合成作成）

甑島列島のうち北部にある上甑島の北端部に位置している。字域の東方から南方にかけては上甑町小島、西方には上甑町桑之浦にそれぞれ隣接しており、字域の北方から東方にかけては東シナ海、南方には浦内湾に面している。
浦内湾は波静かな良港と呼ばれ、真珠養殖がおこなわれている。また、北部にはなまこ池が所在している。字域の中央部には瀬上郵便局が所在している。
字域の中央部を鹿児島県道348号桑之浦里港線が南北に通り、なまこ池の南部で鹿児島県道352号瀬上里線と接続する。

### 地名の由来
「上甑村郷土誌」によれば、瀬上という地名の由来は不明であるが、甑島の他の地域の同様の地名から類推して瀬神と呼ばれる神聖な瀬がありそこから名づけられたのではないかと推測されている。

### 湖沼
国土地理院地図（抄）。
- なまこ池

### 山岳
国土地理院地図（抄）。
- 大蔵岳 - 標高254.7 m
- 天狗山 - 標高229 m

### 自然公園・自然保護地区
2015年（平成27年）3月16日に甑島列島の区域を対象とした国定公園として「甑島国定公園」が指定された。集落を除いてほぼ全域が国定公園の区域に含まれており、2015年（平成27年）3月16日の鹿児島県告示「甑島国定公園区域内における特別地域の指定」により一部が特別地域に、「甑島国定公園区域の海域内における海域公園地区の指定」によって海域の一部が「上甑島西海岸及び長目の浜海域公園地区」にそれぞれ指定された。
同年には「甑島長目の浜及び潟湖群の植物群落」が国指定の天然記念物に指定されており、文化財保護法によって保護が行われている。また、なまこ池付近は薩摩川内市準景観地区条例に基づく「長目の浜準景観地区」に指定されており、一定規模以上の開発については薩摩川内市の認定又は許可が必要となっている。

## 歴史

### 江戸時代の瀬上

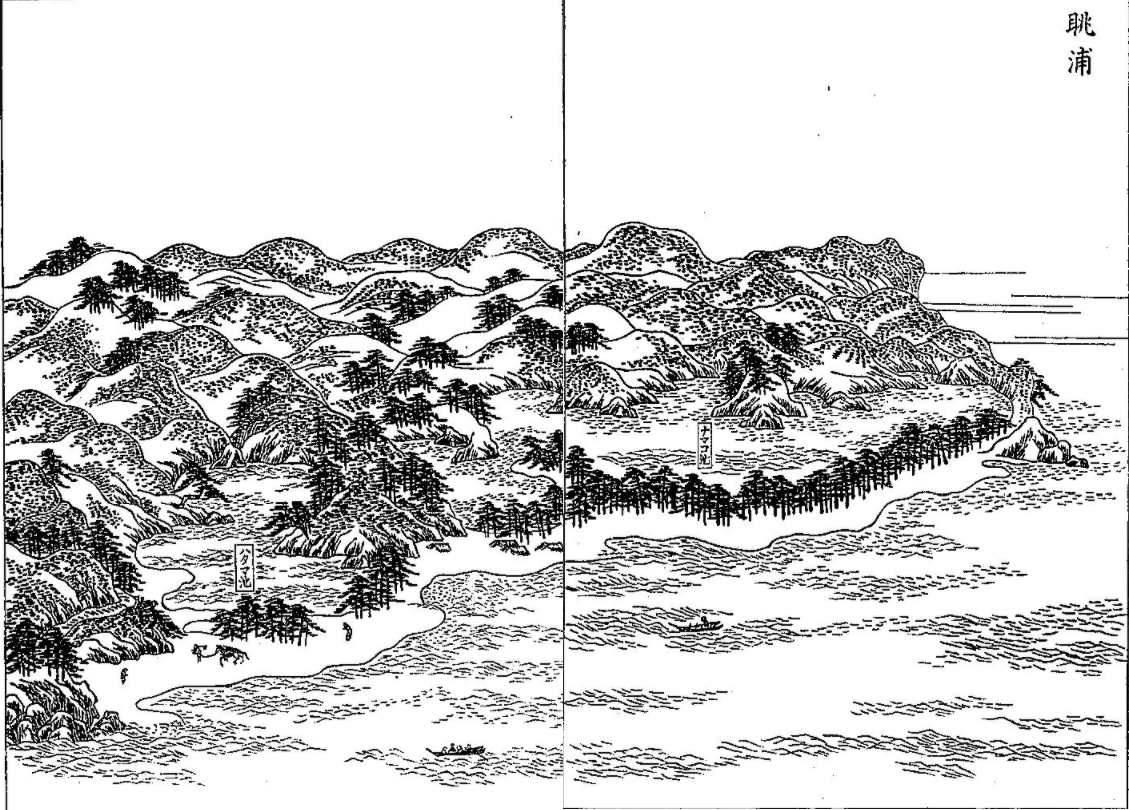
江戸時代後期の眺浦（三国名勝図会）

瀬上という地名は江戸時代より見え、薩摩国甑島郡甑島郷（外城）のうちであった。村高は「三州御治世要覧」には56石余、「旧高旧領取調帳」には81石余であったと記されている。
江戸時代の測量家である伊能忠敬が著した「九州東海辺沿海村順」では瀬上村の家数は127あったと記録されている。
瀬上村ではなまこ池のナマコと盆山石が採取され、ナマコは将軍（征夷大将軍）に定期的に献上された。篤姫が徳川家に輿入れした際に薩摩藩が献上した物品に含まれていた硯は瀬上村で産出された盆山石（冷泉石）が使用されたとされている。
江戸時代後期に薩摩藩が編纂した地誌である『三国名勝図会』では瀬上の眺浦について以下のように記述している。

上甑村、瀬上の海邊にあり、海渚に海鼠池、及ひ旗間池、鍬崎池等あり、此海邊沙渚平遠にして碧石多く、盆山石を産す、高低の山阜相連り、島嘴突出し、海上には、天草島、及ひ肥薩の遠山畫を呈し、櫻島嶽を雲際に望み、海陸の風景佳絶にして、上甑第一の勝處なり、
—三国名勝図会第三〇巻

### 町村制施行以後
1889年（明治22年）に町村制が施行されたのに伴い、上甑島及び中甑島の全域にあたる中甑村、中野村、江石村、平良村、小島村、瀬上村、桑之浦村、里村の区域より上甑村が成立し、それまでの瀬上村の区域は上甑村の大字「瀬上」となった。
2001年（平成13年）10月23日に公有水面埋立地の区域を大字瀬上字浦底に編入した。
2004年（平成16年）10月12日に上甑村が川内市、東郷町、入来町、祁答院町、樋脇町、鹿島村、下甑村、里村と新設合併し薩摩川内市が設置された。この市町村合併に伴い設置された法定合併協議会において大字名については「従前の村名を町名とし、これを従前の大字名冠したものをもって、大字とする」と協定され、旧村名である「上甑村」の村を町に置換え、従前の大字名である瀬上に冠することとなった。合併当日の10月12日に鹿児島県の告示である「 字の名称の変更」が鹿児島県公報に掲載された。この告示の規定に基づき即日名称の変更が行われ、大字名が「瀬上」から薩摩川内市の大字「上甑町瀬上」に改称された。

### 字域の変遷
| 実施後         | 実施年             | 実施前         |
| -------------- | ------------------ | -------------- |
| 大字瀬上字浦底 | 2001年（平成13年） | 公有水面埋立地 |

## 施設

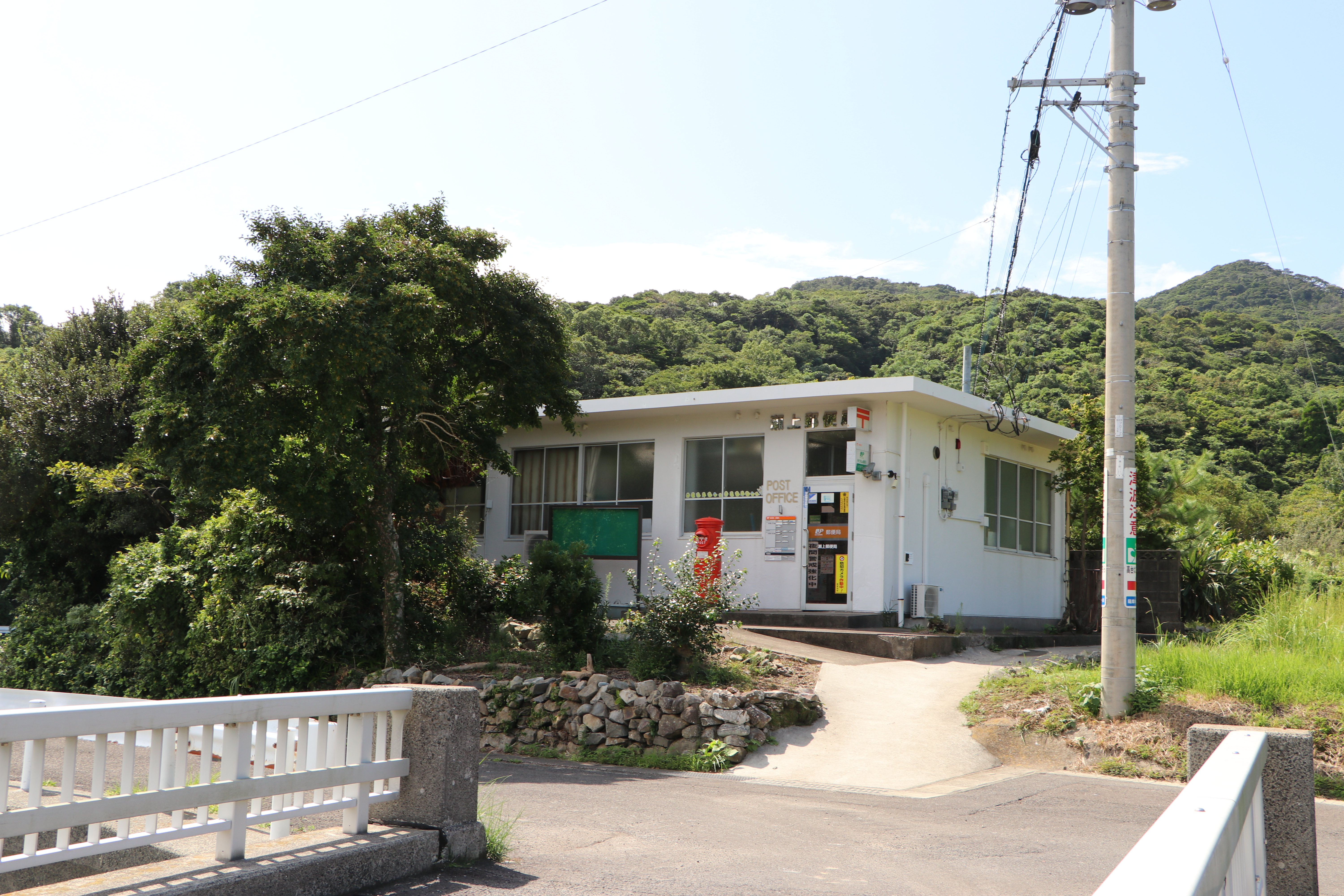
瀬上郵便局

### 公共
- 薩摩川内市上甑浦内出張診療所[23]

### 郵便局
- 瀬上郵便局[24]
1938年（昭和13年）に瀬上郵便取扱所として設置され、1940年（昭和15年）に三等郵便局となり、翌年1941年（昭和16年）に瀬上郵便局に改称した[25]。

## 人口
以下の表は国勢調査による小地域集計が開始された1995年以降の人口の推移である。
| 年                 | 人口 |
| ------------------ | ---- |
| 1995年（平成7年）  | 306  |
| 2000年（平成12年） | 294  |
| 2005年（平成17年） | 239  |
| 2010年（平成22年） | 196  |
| 2015年（平成27年） | 147  |
| 2020年（令和2年）  | 119  |

## 教育

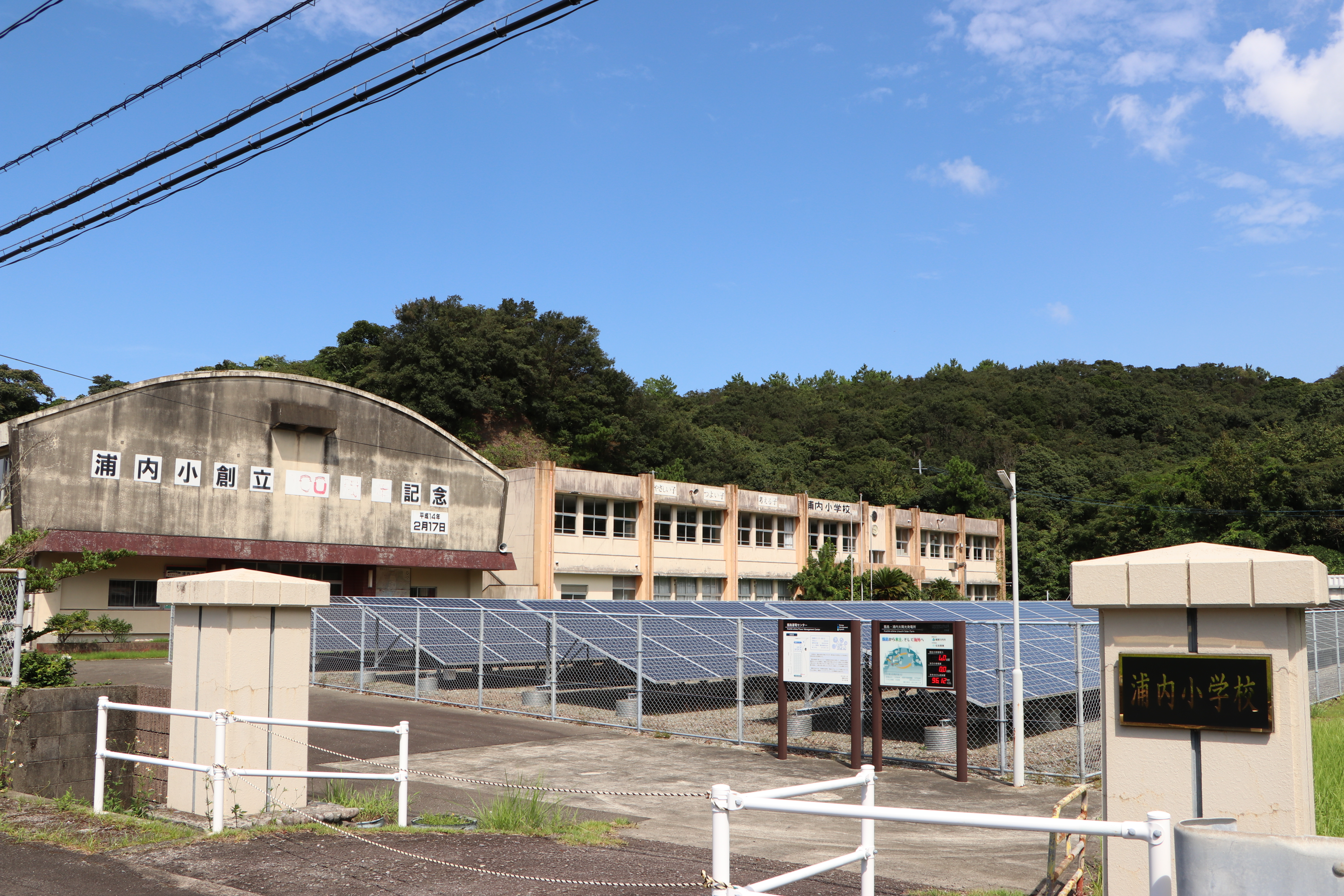
薩摩川内市立浦内小学校跡地

かつては「薩摩川内市立浦内小学校」が所在していたが、2008年（平成20年）に薩摩川内市立中津小学校に統合され閉校したため、それ以降は瀬上に学校施設は設置されていない。

### 小学校
明治10年ごろには瀬上に小学校が設置されていた。1901年（明治34年）に瀬上小学校と小島小学校及び桑之浦小学校（桑之浦は1921年（大正10年）に宇佐小学校として分離）が合併し浦内小学校となった。1941年（昭和16年）に国民学校となり、第二次世界大戦中の1945年（昭和20年）には空襲の被害を受け校舎が全焼した。終戦後の1947年（昭和22年）に浦内小学校に改称した。2008年（平成20年）に児童数減少などの理由により薩摩川内市立中津小学校に統合された。

### 小・中学校の学区
市立小・中学校の学区（校区）は以下の通りである。
| 大字       | 小字 | 小学校                 | 中学校                                                  |
| ---------- | ---- | ---------------------- | ------------------------------------------------------- |
| 上甑町瀬上 | 全域 | 薩摩川内市立中津小学校 | 薩摩川内市立里中学校 （薩摩川内市立上甑中学校：休校中） |

## 交通

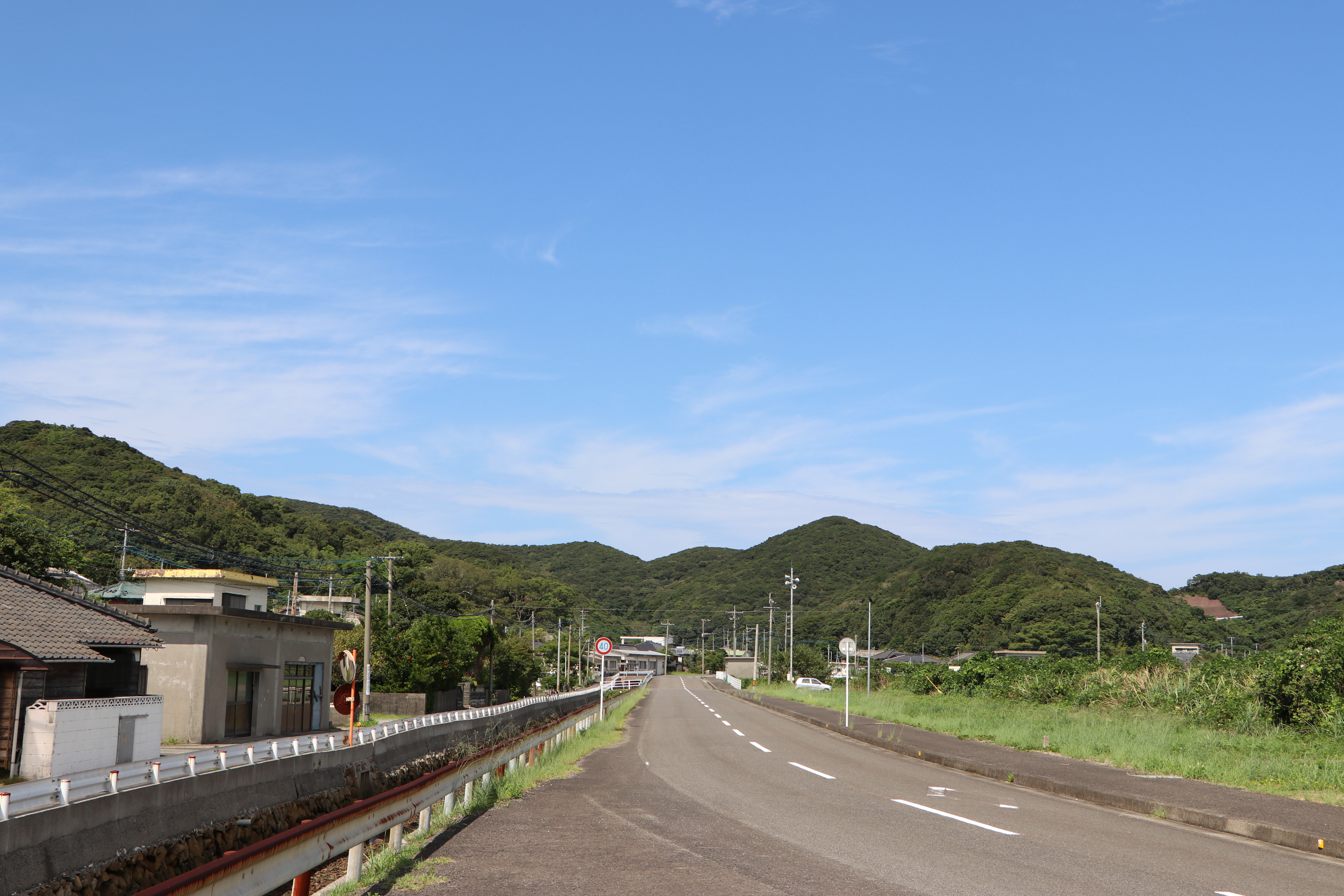
集落内を通る鹿児島県道348号桑之浦里港線

### 道路
一般県道
- 鹿児島県道348号桑之浦里港線
- 鹿児島県道352号瀬上里線

### バス
コミュニティバスである「甑かのこゆりバス」が運行されている。上甑町桑之浦から上甑町中甑を経て上甑町江石までを結ぶ路線が運行されており、瀬上の区域にあるバス停は2020年（令和2年）現在以下のとおりである。
- 浦内・江石線
  - 浦内前 - 瀬上局 - 瀬上 - 長目浜